# Триша Танака мертва
«Триша Танака мертва» (англ. Tricia Tanaka Is Dead) — десятая серия третьего сезона американского телесериала «Остаться в живых». Это четвёртая серия Хёрли за сериал.

## Сюжет

### Воспоминания
Хёрли в детстве вместе со своим отцом возится в их машине. Она неисправна, но Хёрли пытается её завести. У них ничего не получается. Отец Хёрли говорит, что ему надо отъехать. Он садится на мотоцикл и уезжает. Затем Хёрли, выиграв в лотерее, даёт интервью на фоне купленного им кафе. Интервью у него берёт журналист Триша Танака. Хёрли грустный и неразговорчивый. Танака и съёмочная группа идут внутрь, чтобы снять кафе. В это время в кафе попадает метеорит. Выживший Хёрли снова понимает, что его цифры приносят окружающим людям неудачу. Триша Танака умирает в его кафе. Подавленный, он приезжает домой. Он говорит: «Триша Танака мертва». Но его мать радостная. После долгого отъезда к ним вернулся отец Хьюго. Хёрли это не нравится, он думает, что его отец вернулся только из-за его денег. Но его отец пытается доказать, что это не так. Он узнаёт, что Хьюго починил их старую машину. А Хёрли впал в депрессию. Он хочет избавиться от всех выигранных денег. Отец ведёт его к гадалке. Она говорит, что может снять проклятье, но Хьюго понимает, что ей заплатил его отец за розыгрыш. Хёрли предлагает гадалке большие деньги, и та говорит правду: его хотели обмануть. Хёрли говорит родителям, что есть только один способ снять проклятие — он едет в Австралию.

### События на Острове
Чарли и Хёрли разговаривают на берегу океана. Чарли подавлен по поводу того, что Десмонд предсказал ему смерть. К ним прибегает пёс Винсент. Он приносит руку человеческого скелета с ключом на ней. Хёрли бежит за псом, и тот приводит его к старому перевёрнутому микроавтобусу с логотипом Дхарма. Внутри Хёрли обнаруживает скелет человека в форме Дхарма. На ней его имя — Роджер, и должность — работник. В микроавтобусе лежат ящики пива. Хёрли идёт в лагерь и зовёт людей покататься на автобусе. Но согласился только Джин, который не понимает по-английски. Сойер и Кейт возвращаются в лагерь выживших. Все радуются. Сойер видит, что его палатку полностью разворовали. От Чарли и Дезмонда Сойер узнаёт, что Хёрли тоже участвовал в "грабеже". Сойер идёт на поиски Хьюго. Он находит их с Джином у автобуса. Там он помогает им перевернуть автобус и пьёт пиво. У Хёрли появляется идея: завести машину. Но тогда, когда она стоит, это не получается. Тогда он зовёт с собой Чарли. Хьюго и Чарли должны сесть в микроавтобус, а Сойер и Джин должны столкнуть их с обрыва, и Хёрли должен завести машину. Хёрли и Чарли едва не разбиваются, но Хёрли успевает завести машину, вырулить и не врезаться в камни. К ним садятся Сойер и Джин, и они начинают ездить по поляне. Кейт полна решимости спасти Джека. Она берёт Саида и Локка, и они идут ночью в джунгли. Там они встречаются с Даниэль Руссо. Кейт просит у неё помощи в нахождении лагеря других. Кейт говорит Руссо, что видела её дочь у других.

## Интересные факты
- Кем именно был Роджер, скелет которого Хёрли нашёл в микроавтобусе, и что с ним случилось - будет выявлено в будущих сериях.